# محمد علي ساسي
محمد علي ساسي (مواليد 20 مارس 1980) هو ملاكم تونسي، مثّل بلاده في الألعاب الأولمبية الصيفية 2004.

## روابط خارجية
محمد علي ساسي على موقع أوليمبيديا (الإنجليزية)